# U 125 (U-Boot, 1941)
U 125 war ein deutsches U-Boot vom Typ IX C, das im Zweiten Weltkrieg von der deutschen Kriegsmarine eingesetzt wurde.

## Geschichte
Der Auftrag für das Boot wurde am 7. August 1939 an die AG Weser in Bremen vergeben. Die Kiellegung erfolgte am 10. Mai 1940, der Stapellauf am 10. Dezember 1940, die Indienststellung unter Kapitänleutnant Günter Kuhnke am 3. März 1941.
Das Boot wurde der 2. U-Flottille in Wilhelmshaven zugeteilt. Es unternahm bis Juli 1941 Ausbildungsfahrten und wurde dann bis zu seiner Versenkung am 6. Mai 1943 in der 2. U-Flottille in Lorient eingesetzt.
U 125 lief in seiner Dienstzeit zu sieben Unternehmungen aus, auf denen 17 Schiffe mit einer Gesamttonnage von 82.771 BRT versenkt wurden.

## Einsatzstatistik

### Erste Unternehmung
Das Boot lief am 15. Juli 1941 um 5.00 Uhr von Kiel aus, und am 18. Juli 1941 um 10.41 Uhr in Bergen ein um im Dock Reparaturen durchführen zu lassen. Es lief am 21. Juli 1941 um 10.41 Uhr wieder dort aus, und am 28. Juli 1941 um 19.00 Uhr in Lorient ein. Auf dieser 14 Tage dauernden und zirka 2.900 sm langen Unternehmung in den Nordatlantik sowie der Biscaya, wurden keine Schiffe versenkt oder beschädigt.

### Zweite Unternehmung
Das Boot lief am 12. August 1941 um 20.30 Uhr von Lorient aus und lief am 5. November 1941 um 18.00 Uhr wieder dort ein. Auf dieser 85 Tage dauernden und 11.737,5 sm langen Unternehmung in den Mittelatlantik, westlich der Azorischen Inseln, zu den Peter-und-Pauls-Felsen, zu den Kapverdischen Inseln und westlich von Freetown, wurden keine Schiffe versenkt oder beschädigt.

### Dritte Unternehmung
Das Boot lief am 18. Dezember 1941 um 17.30 Uhr unter seinem neuen Kommandanten Ulrich Folkers von Lorient aus und lief am 23. Februar 1942 um 10.46 Uhr wieder dort ein. Auf dieser 67 Tage dauernden und zirka 9.300 sm langen Unternehmung in den Westatlantik und der Ostküste der USA, wurde ein Schiff mit 5.666 BRT versenkt. U 125 gehörte zum Unternehmen Paukenschlag.
- 26. Januar 1942: Versenkung des US-amerikanischen Dampfers West Ivis (Lage) mit 5.666 BRT. Der Dampfer wurde durch zwei Torpedos versenkt. Er hatte eine unbekannte Ladung an Bord und befand sich auf dem Weg von New York über Trinidad nach Buenos Aires. Es war ein Totalverlust mit 45 Toten. Der Dampfer war mit 1 × 4-In-Kanone (10,2 cm), 4 × MG cal .50 (12,7 mm) und 4 × MG cal .30 (7,62 mm) bewaffnet.

### Vierte Unternehmung
Das Boot lief am 4. April 1942 um 19.50 Uhr von Lorient aus und lief am 13. Juni 1942 um 8.50 Uhr wieder dort ein. Auf dieser 70 Tage dauernden und zirka 12.185 sm langen Unternehmung in den Westatlantik, der Karibik, vor Kuba und Florida, sowie der Yucatan-Straße, wurden neun Schiffe mit 47.055 BRT versenkt.
- 23. April 1942: Versenkung des US-amerikanischen Dampfers Lammot Du Pont (Lage) mit 5.102 BRT. Der Dampfer wurde durch einen Torpedo versenkt. Er hatte 6.812 t Leinsamen geladen und befand sich auf dem Weg von Buenos Aires nach New York. Es gab 17 Tote und 37 Überlebende. Der Dampfer war bewaffnet mit 1 × 4-In-Kanone (10,2 cm) und 2 × MG cal .30 (7,62 mm).

- 3. Mai 1942: Versenkung des dominikanischen Dampfers San Rafael (Lage) mit 1.973 BRT. Der Dampfer wurde durch einen Torpedo und Artillerie versenkt. Er hatte eine unbekannte Ladung an Bord und befand sich auf dem Weg von Tampa nach Kingston. Es gab einen Toten und 37 Überlebende.

- 4. Mai 1942: Versenkung des US-amerikanischen Dampfers Tuscaloosa City (Lage) mit 5.687 BRT. Der Dampfer wurde durch drei Torpedos versenkt. Er hatte 7.916 t Erz, Gummi, Jute sowie Schellack geladen und befand sich auf dem Weg von Kalkutta nach New Orleans. Es gab keine Verluste, 35 Überlebende.

- 6. Mai 1942: Versenkung des US-amerikanischen Motorschiffes Green Island (Lage) mit 1.946 BRT. Das Schiff wurde durch einen Torpedo versenkt. Es hatte 2.704 t Stückgut geladen und befand sich auf dem Weg von New Orleans (USA) nach Aruba. Es gab keine Verluste, 22 Überlebende.

- 6. Mai 1942: Versenkung des britischen Dampfers Empire Buffalo (Lage) mit 6.404 BRT. Der Dampfer wurde durch zwei Torpedos versenkt. Er fuhr in Ballast und war auf dem Weg von Kingston (Jamaika) nach New Orleans (USA). Es gab 13 Tote und 29 Überlebende.

- 9. Mai 1942: Versenkung des kanadischen Tankers Calgarolite (Lage) mit 11.941 BRT. Der Tanker wurde durch drei Torpedos versenkt. Er fuhr in Ballast und war auf dem Weg von New York nach Cartagena. Es gab keine Verluste, 45 Überlebende.

- 14. Mai 1942: Versenkung des honduranischen Dampfers Comayagua (Lage) mit 2.493 BRT. Der Dampfer wurde durch zwei Torpedos versenkt. Er fuhr in Ballast und war auf dem Weg von Puerto Barrios nach Niquero (Kuba). Es gab 7 Tote und 35 Überlebende.

- 18. Mai 1942: Versenkung des US-amerikanischen Tankers Mercury Sun (Lage) mit 8.893 BRT. Der Tanker wurde durch drei Torpedos versenkt. Er hatte 93.607 Barrel Navy-Kraftstoff geladen und befand sich auf dem Weg von Beaumont über Cristóbal (Panama) nach Pearl Harbor. Es gab sechs Tote und 29 Überlebende.

- 18. Mai 1942: Versenkung des US-amerikanischen Dampfers William J. Salman (Lage) mit 2.616 BRT. Der Dampfer wurde durch einen Torpedo versenkt. Er hatte 2.730 t Baumaterial geladen und befand sich auf dem Weg von New Orleans (USA) nach Antigua. Es gab sechs Tote und 22 Überlebende.

### Fünfte Unternehmung
Das Boot lief am 27. Juli 1942 um 15.00 Uhr von Lorient aus und lief am 6. November 1942 um 17.15 Uhr wieder dort ein. Auf dieser 102 Tage dauernden und 16.320 sm langen Unternehmung in den Mittelatlantik, Westatlantik, der Nigermündung und vor Freetown, wurden sechs Schiffe mit 25.415 BRT versenkt. U 125 wurde am 11. Oktober 1942 von U 459 mit 20 m³, und am 27. Oktober 1942 von U 462 mit 37 m³ Brennstoff versorgt.
- 1. September 1942: Versenkung des britischen Dampfers Ilorin (Lage) mit 815 BRT. Der Dampfer wurde durch einen Torpedo versenkt. Er fuhr in Ballast und war auf dem Weg von Port Harcourt nach Takoradi. Es gab 33 Tote und vier Überlebende.

- 24. September 1942: Versenkung des britischen Dampfers Bruyere (Lage) mit 5.335 BRT. Der Dampfer wurde durch drei Torpedos versenkt. Er hatte 6.729 t Nahrungsmittel und Stückgut geladen und befand sich auf dem Weg von Buenos Aires über Rio de Janeiro und Freetown nach Großbritannien. Es gab keine Verluste, 51 Überlebende.

- 29. September 1942: Versenkung des britischen Dampfers Baron Ogilvy (Lage) mit 3.391 BRT. Der Dampfer wurde durch zwei Torpedos versenkt. Er hatte 5.150 t Eisenerz geladen und befand sich auf dem Weg von Rio de Janeiro (Brasilien) über Freetown (Sierra Leone) nach Großbritannien. Es gab acht Tote und 33 Überlebende.

- 30. September 1942: Versenkung des britischen Dampfers Empire Avocet (Lage) mit 6.015 BRT. Der Dampfer wurde durch drei Torpedos versenkt. Er hatte 3.724 t Fleisch sowie 1.225 t Stückgut geladen und befand sich auf dem Weg von Buenos Aires (Argentinien) über Rio Grande do Sol und Freetown (Sierra Leone) nach Großbritannien. Es gab zwei Tote und 56 Überlebende.

- 30. September 1942: Versenkung des britischen Dampfers Kumsang (Lage) mit 5.447 BRT. Der Dampfer wurde durch einen Torpedo versenkt. Er hatte 7.000 t Stückgut geladen und befand sich auf dem Weg von Colombo über Kapstadt der Walfischbucht und Freetown (Sierra Leone) nach Großbritannien. Es gab vier Tote und 110 Überlebende.

- 8. Oktober 1942: Versenkung des britischen Dampfers Glendene (Lage) mit 4.412 BRT. Der Dampfer wurde durch zwei Torpedos versenkt. Er hatte 6.900 t Stückgut geladen und befand sich auf dem Weg von Buenos Aires (Argentinien) über Freetown (Sierra Leone) zum River Mersey. Es gab fünf Tote und 36 Überlebende.

### Sechste Unternehmung
Das Boot lief am 9. Dezember 1942 um 16.30 Uhr von Lorient aus und lief am 19. Februar 1943 um 10.45 wieder dort ein. Auf dieser 72 Tage dauernden und zirka 9.840 sm langen Unternehmung in den Mittelatlantik sowie südlich der Azoren, wurden keine Schiffe versenkt oder beschädigt.

### Siebte Unternehmung
Das Boot lief am 13. April 1943 von Lorient aus und wurde am 6. Mai 1943 versenkt. Auf dieser 23 Tage dauernden Unternehmung in den Nordatlantik, südlich von Grönland und östlich von Neufundland, wurde ein Schiff mit 4.737 BRT versenkt. Auf dieser Unternehmung war U 125 den U-Bootgruppen „Specht“ und „Fink“ zugeteilt, die nach Maßgabe der von Karl Dönitz entwickelten Rudeltaktik das Gefecht mit alliierten Geleitzügen suchen sollten.
- 4. Mai 1943: Versenkung des britischen Dampfers Lorient (Lage) mit 4.737 BRT. Der Dampfer wurde durch einen Torpedo versenkt. Er fuhr in Ballast und war auf dem Weg von London nach New York. Das Schiff war ein Nachzügler des Konvois ONS-5 mit 42 Schiffen. Es war ein Totalverlust mit 40 Toten.

## Verbleib
Das Boot wurde am 6. Mai 1943 im Nordatlantik östlich von Neufundland vom britischen Zerstörer HMS Oribi durch Artillerie und Rammstoß schwer beschädigt. Es gelang Kommandant Folkerts, sich im Schutz einer Regenböe aus dem Gefecht zurückzuziehen, obwohl das Boot zu diesem Zeitpunkt wahrscheinlich nicht mehr tauchfähig war. Nach einem kurzzeitigen Entkommen traf U 125 auf die britische Korvette HMS Snowflake und sank im Artilleriefeuer auf der Position 52° 30′ N, 45° 20′ W. Alle 54 Besatzungsmitglieder verloren ihr Leben.

## Bekannte Besatzungsangehörige
- Paul Hartwig (1915–2014), war von 1972 bis 1975 als Vizeadmiral Befehlshaber der Flotte